# Salsa alfredo

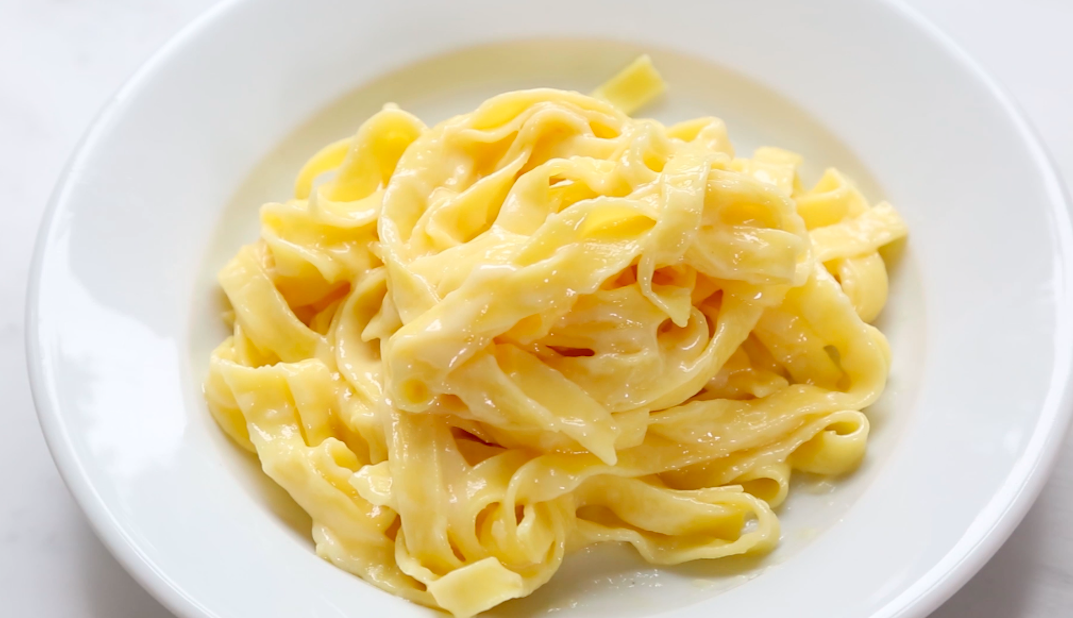
Fettucine Alfredo.

La salsa Alfredo es una salsa para aderezar pastas. En Italia originalmente contenía simplemente queso parmesano y mantequilla, mientras que en la gastronomía italoestadounidense, además de dichos ingredientes, suele agregársele roux o crema de leche. Algunas variantes incluyen perejil, ajo, huevo, vegetales, mariscos, jamón o pollo. Surgió 1908 en el restaurante Alfredo alla Scrofa de Roma, propiedad de Alfredo Di Lelio.

## Historia

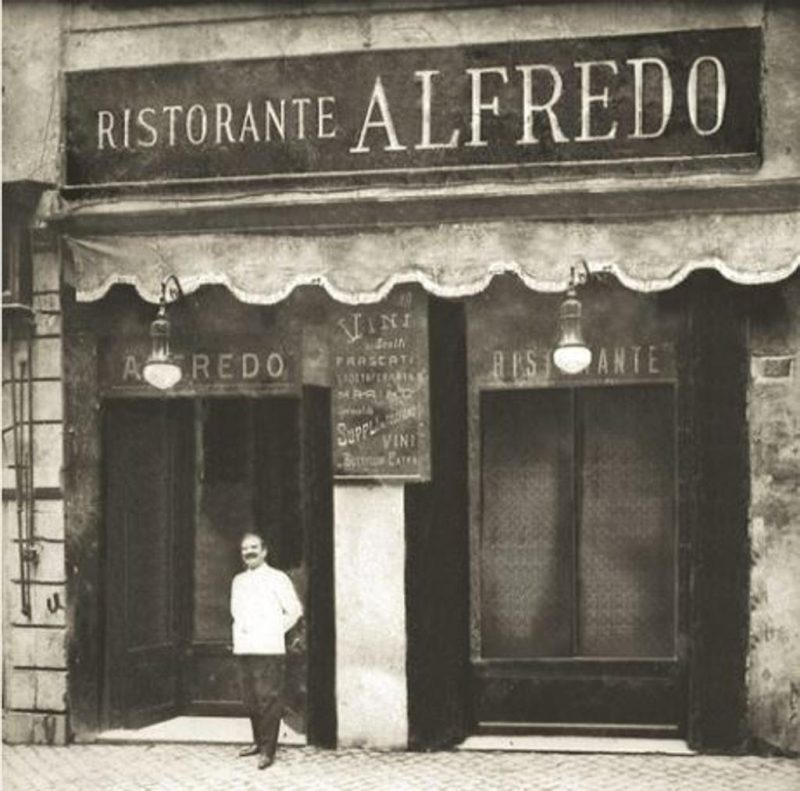
Alfredo di Lelio frente al Ristorante Alfredo (c. 1914)

Se dice que Alfredo di Lelio, quien tenía un restaurante en Roma, inventó esta salsa en 1914 como una variante de los fettuccine al burro (‘a la mantequilla’). Cuando se agregaba la mantequilla antes y después de poner los fettuccini en el tazón para servirlos, el método era conocido como doppio burro (‘mantequilla doble’). La contribución original de di Lelio fue duplicar la cantidad de mantequilla antes de colocar los fettuccini. La mantequilla adicional se habría puesto para que la esposa embarazada de di Lelio pudiera digerir mejor el plato.
Un cliente asiduo recuerda que el restaurante de di Lelio se hizo famoso cuando Mary Pickford y Douglas Fairbanks quedaron enamorados del plato en su luna de miel en 1927. Para expresar su gratitud, regalaron a di Lelio un tenedor y una cuchara de oro con una foto de ambos comiendo en el restaurante, foto que di Lelio colgó en su local. Pickford y Fairbanks cocinaron el plato a sus amigos de Hollywood, que pronto se hizo mundialmente famoso.
Alfredo di Lelio se retiró en 1938, y en 1943 vendió el restaurante con sus fotos a uno de sus empleados, el abuelo de Mario Mozzetti, el actual propietario. Mozzetti mantuvo el nombre y el menú. En 1950, cuando Roma se preparaba para una importante celebración religiosa, algunos empresarios ofrecieron a Alfredo di Lelio abrir un nuevo restaurante. Di Lelio se prestó para recibir a los clientes del nuevo emprendimiento y sacarse fotos para decorar el local de la Piazza Augusto Imperatore, por lo que el local pasó a llamarse Alfredo all'Augusteo, actualmente administrado por su sobrina. La expansión continuó en 1977 cuando el hijo de di Lelio y Guido Bellanca abrieron un nuevo Alfredo's en el Rockefeller Center de Nueva York.
Los fettuccini Alfredo son ahora un plato habitual en los restaurantes italoestadounidenses, aunque son prácticamente desconocidos en Italia.

## Variantes
Hay varias versiones de la salsa Alfredo. A veces se utiliza una pequeña cantidad de roux o bechamel para espesar la salsa de mantequilla y queso. Otras variantes incluyen huevo y crema de leche. También hay versiones con caldo, cebolla, jamón, vino blanco, vegetales, marisco o pollo.